# Reforger
Reforger fu per diversi decenni, durante la guerra fredda, un'esercitazione NATO con lo scopo di portare in Europa dagli Stati Uniti continentali truppe di rinforzo a contrasto di un eventuale attacco del Patto di Varsavia al blocco occidentale. La parola era l'acronimo di return of forces to Germany. Il nome venne inizialmente utilizzato per definire un'operazione di rimpatrio di forze statunitensi dalla Germania Ovest, ma poi definì il movimento inverso dal 1969 al 1993. All'inizio le esercitazioni erano effettuate da forze numerose, ma con l'attenuarsi della minaccia vennero sempre più ridotte fino a cessare nel 1993, quando le esercitazioni vennero condotte per l'ultima volta e con un limitato concorso di personale nella sola Europa. Il materiale che doveva equipaggiare le truppe trasportate in Europa era contenuto in depositi detti POMCUS, inizialmente gestiti da un'organizzazione dello US Army detta Combat Equipment Group-Europe (CEG-E), e poi Strategic Reserve Storage Activity Europe.
I programmi Reforger prevedevano che in caso di guerra con il Patto di Varsavia l'Esercito degli Stati Uniti avrebbe trasferito in Europa in circa due settimane una divisione corazzata, una divisione di cavalleria, due divisioni meccanizzate, due brigate di fanteria e un reggimento di cavalleria corazzata.
Oltre ad essere stata oggetto di studi teorici, visto che soprattutto alla fine si era trasformata in un esercizio di logistica, l'esercitazione è stata anche citata in vari romanzi di tipo techno-thriller come Uragano rosso e Fenice rossa, il primo di Tom Clancy come autore e Larry Bond come coautore, ed il secondo del solo Larry Bond, entrambi che descrivono uno scenario di guerra calda in diverse parti del globo, Europa per Uragano Rosso e Corea per Fenice rossa, nelle quali entra in gioco la variabile dei rinforzi e rifornimenti dalla madrepatria per le forze statunitensi coinvolte nel teatro di operazioni.

## Esercitazioni REFORGER
| Nome                             | Data di inizio             | Principali unità |
| -------------------------------- | -------------------------- | --- |
| Reforger I                       | gen 1969                   | (Unità con base in Germania) USAREUR (U.S. Army Europe): 2nd Armored Cavalry Regiment, Norimberga. (Unità con base negli USA): 24th Infantry Division (Mech). |
| Reforger II                      | ott 1970                   | (Unità con base in Germania) USAREUR (U.S. Army Europe): 3rd Infantry Division (Mech), Würzburg. (Unità con base negli USA): 1st Infantry Division (Mech) |
| Reforger III                     | ott 1971                   | (Unità con base in Germania) USAREUR (U.S. Army Europe): 1st Armored Division (Ansbach). (Unità con base negli USA) 1st Infantry Division (Mech). |
| Reforger IV                      | gen 1972                   | (Unità basate in USA): 2nd Armored Division. |
| Reforger V                       | set 1973                   | (Unità con base in Germania) USAREEUR (U.S. Army Europe): 3rd Infantry Division (Mech), Würzburg; (Unità con base negli USA): 1st Infantry Division (Mech), 1st Cavalry Division. |
| Reforger 74                      | set 1974                   | (Unità con base in Germania) USAREUR (U.S. Army Europe): 2nd Armored Cavalry Regiment, Norimberga; 1st Armored Division, Ansbach. (Unità con base negli USA): 1st Infantry Division (Mech), 1st Cavalry Division. |
| Reforger 75                      | set 1975                   | (Unità con base in Germania) USAREUR (U.S. Army Europe): 3rd Infantry Division (Mech), Würzburg; 2nd Armored Cavalry Regiment, Norimberga; 3rd Armored Division, Francoforte sul Meno. (Unità con base negli USA): 1st Infantry Division (Mech), 1st Cavalry Division, 2nd Marine Division/32nd Marine Amphibious Unit |
| Reforger 76                      | set 1976                   | (Unità con base in Germania) USAREUR (U.S. Army Europe): 1st Armored Division, Ansbach; 2nd Armored Cavalry Regiment, Norimberga. (Unità con base negli USA): 101st Airborne, 1st Infantry Division (Mech) |
| Reforger 77                      | set 1977                   | (Unità con base in Germania) USAREUR (U.S. Army Europe): 3rd Infantry Division (Mech), Würzburg; 2nd Armored Cavalry Regiment, Norimberga; (Unità con base negli USA): 1st Infantry Division (Mech), 4th Infantry Division (Mech), 1st Cavalry Division, 3rd Armored Cavalry Regiment. |
| Reforger 78                      | set 1978                   | (Unità con base in Germania) USAREUR (U.S. Army Europe): 8th Infantry Division, Bad Kreuznach; 2nd Armored Cavalry Regiment, Norimberga. (Unità con base negli USA): 4th Infantry Division (Mech); 5th Infantry Division (Mech); 9th Infantry Division (Mech); 1st Cavalry Division; 3rd Armored Cavalry Regiment. |
| Reforger 79                      | gen 1979                   | (Unità con base in Germania) USAREUR (U.S. Army Europe): 2nd Armored Cavalry Regiment, Norimberga; 1st Armored Division, Ansbach. (Unità con base negli USA): 1st Infantry Division (mech); 1st Cavalry Division. |
| Reforger 8                       | set 1980                   | (Unità con base in Germania) USAREUR (U.S. Army Europe): 3rd Infantry Division (Mech), Würzburg; 2nd Armored Cavalry Regiment, Norimberga; 1st Armored Division, Ansbach. (Unità con base negli USA): 1st Cavalry Division. |
| Reforger 81                      | set 1981                   | (Unità con base in Germania) USAREUR (U.S. Army Europe): 8th Infantry Division, Bad Kreuznach; 11th Armored Cavalry Regiment, Fulda; 3rd Armored Division, Francoforte sul Meno; (Unità con base negli USA) 4th Infantry Division (Mech), 1st Cavalry Division. |
| Reforger 82                      | set 1982                   | (Unità con base in Germania) USAREUR (U.S. Army Europe): 3rd Infantry Division (Mech), Würzburg; 8th Infantry Division, Bad Kreuznach; 1st Armored Division, Ansbach. (Unità con base negli USA): 1st Infantry Division (Mech), 1st Cavalry Division. |
| Reforger 83                      | set 1983                   | (Unità con base in Germania) USAREUR (U.S. Army Europe): 8th Infantry Division, Bad Kreuznach; 11th Armored Cavalry Regiment, Fulda; 3rd Armored Division, Francoforte sul Meno; (Unità con base negli USA): 1st Cavalry Division. |
| Reforger 84                      | set 1984                   | (Unità con base in Germania) USAREUR (U.S. Army Europe): 1st Infantry Division (Forward), Göppingen; 3rd Infantry Division (Mech), Würzburg; 11th Armored Cavalry Regiment, Fulda. (Unità con base negli USA): 1st Infantry Division (Mech); 5th Infantry Division; 24th Infantry Division; 30th Armored Brigade (set): (TN-ARNG, Tennessee Army National Guard); 7th Infantry Division (Light): 3rd Brigade. |
| Reforger 85                      | gen 1985                   | (Unità con base in Germania) USAREUR (U.S. Army Europe): 8th Infantry Division, Bad Kreuznach; 11th Armored Cavalry Regiment, Fulda; 3rd Armored Division, Francoforte sul Meno. (Unità con base negli USA): 4th Infantry Division (mech), 5th Infantry Division (mech), 197th Infantry Brigade. |
| Reforger 86                      | gen 1986                   | (Unità con base in Germania) USAREUR (U.S. Army Europe): 11th Armored Cavalry Regiment: Fulda; 1st Armored Division: Ansbach. (Unità con base negli USA): 1st Infantry Division (mech), 24th Infantry Division (mech); 30th Armored Brigade (set) (TN-ARNG, Tennessee Army National Guard); 7th Infantry Division (Light) (3rd Brigade); 32nd set Inf Bdge (WI-ARNG) |
| Reforger 87                      | set 1987                   | (Unità con base in Germania) USAREUR (U.S. Army Europe): 2nd Armored Division (Forward): Garlstedt. (Unità con base negli USA): III Corps and III Corps Artillery: Ft. Hood; 1st Cavalry Division: Ft. Hood; 4th Infantry Division (Mech): Ft. Carson; 6th Cavalry Brigade (Air Combat): Ft. Hood; 45th Infantry Brigade (set): 1-279th Infantry (OK-ARNG, Oklahoma Army National Guard); 13th Support Command/Sustainment Command: Ft. Hood; 504th Military Intelligence/Battlefield Surveillance Brigade: Ft. Hood; 3rd Signal Brigade, Ft. Hood; 89th Military Police Brigade: Ft. Hood; 233rd Military Police Company: (33rd MP Battalion, IL-ARNG, Illinois Army National Guard); 420th Engineer Brigade (USAR, U.S. Army Reserve). |
| Reforger 88                      | set 1988                   | (Unità con base in Germania) USAREUR (U.S. Army Europe): 3rd Infantry Division (Mech), Würzburg; 8th Infantry Division, Bad Kreuznach; 2nd Armored Cavalry Regiment, Norimberga; 11th Armored Cavalry Regiment, Fulda; 3rd Armored Division, Francoforte sul Meno; Berlin Brigade, Berlino. (Unità con base negli USA): 1st Infantry Division (Mech); 3rd Armored Cavalry Regiment; 45th Infantry Brigade, 1-179th Infantry (OK-ARNG, Oklahoma Army National Guard). |
| Reforger 90 - "Centurion Shield" | 11 gen 1990 to 28 gen 1990 | (Unità con base in Germania) USAREUR (U.S. Army Europe): 8th Infantry Division, Bad Kreuznach; 2nd Armored Cavalry Regiment, Norimberga; 11th Armored Cavalry Regiment, Fulda; 1st Armored Division, Ansbach; 3rd Armored Division, Francoforte sul Meno. (Unità con base negli USA): 1st Infantry Division (Mech), 2nd Armored Division, 10th Mountain Division (-); 31st setarate Armored Brigade Army (Alabama Army National Guard) |
| Reforger 91                      | set 1991                   | (Unità con base negli USA) 4th Infantry Division |
| Reforger 92 - "Certain Caravan"  | set 1992                   | (Unità con base negli USA): HQ, 1st Infantry Division (Mech); Parts 2nd Brigade, 1st (U.S) Infantry Division (Mech); HQ, 24th Infantry Division (Mech), 30th Armored Brigade (set) (Tennessee Army National Guard); HQ, 3rd Brigade, 7th Infantry Division (Light) |
| Reforger 93                      | mag 1993                   | (Unità con base in Germania) U.S. Army Europe: 1st Armored Division, Ansbach; 3rd Infantry Division (Mech) Würzburg. |

## Galleria d'immagini

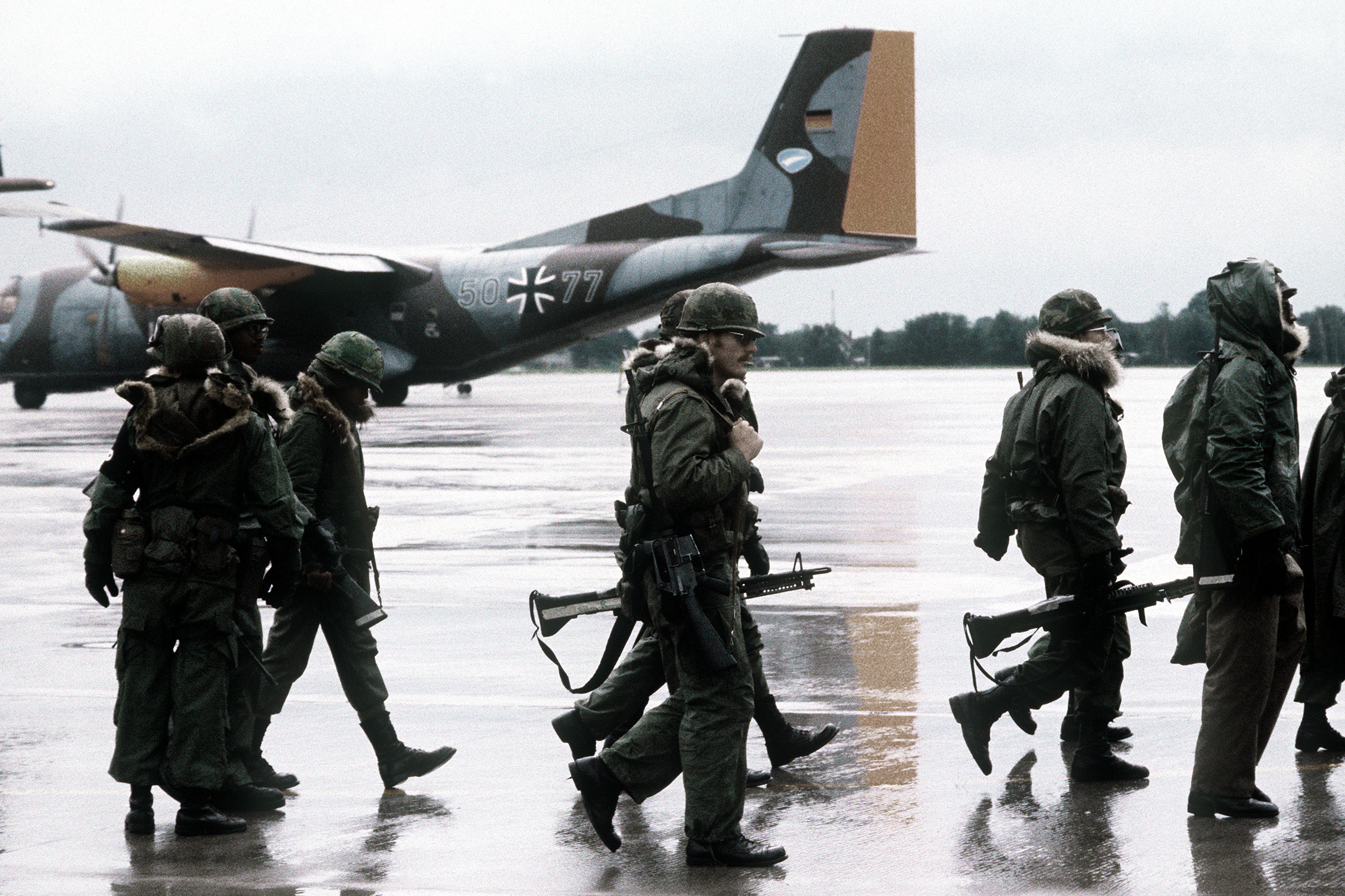
Un C-160 Transall tedesco e soldati in attesa - REFORGER 1980
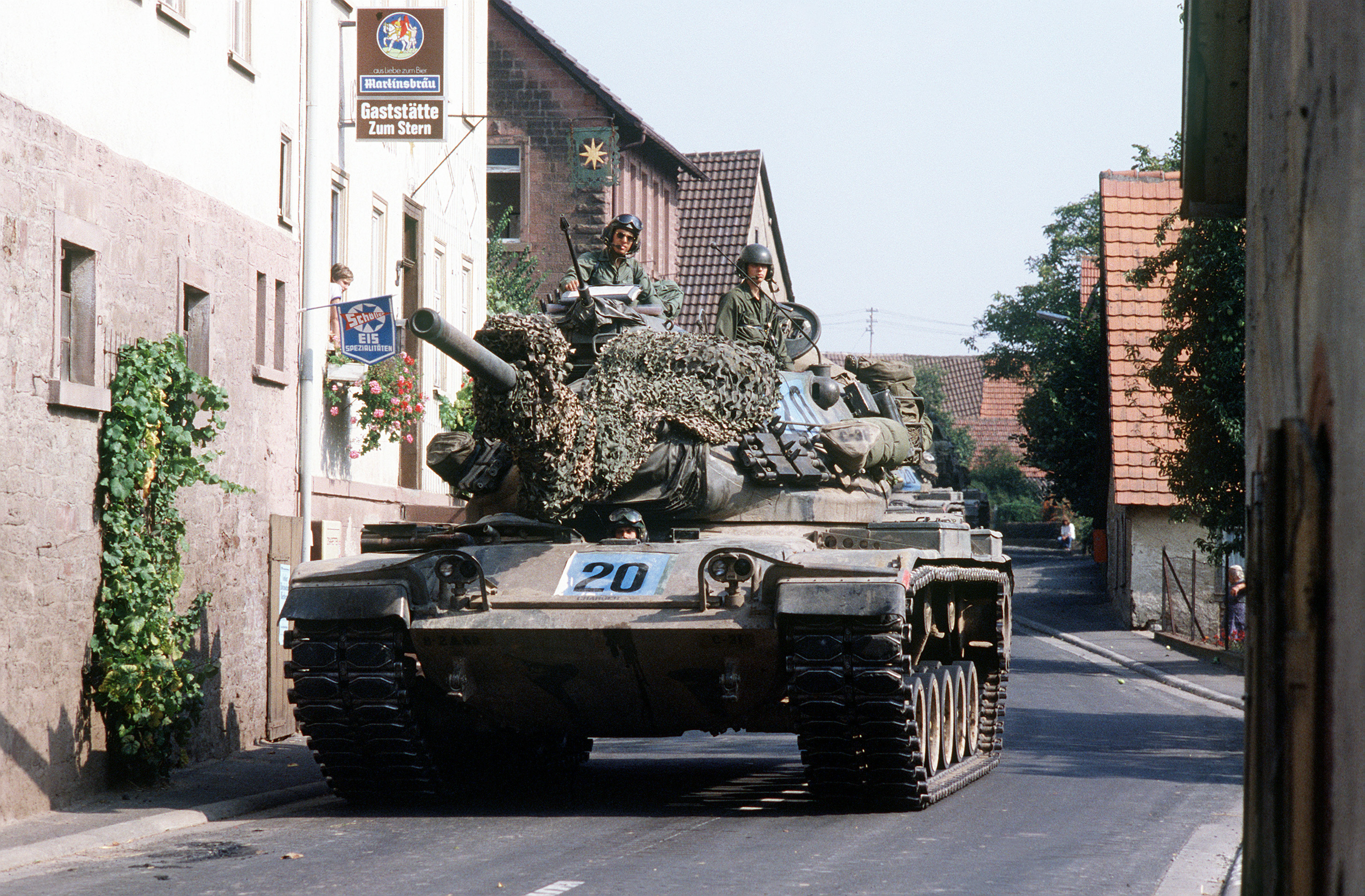
Un M60A1 in attesa - REFORGER 1982
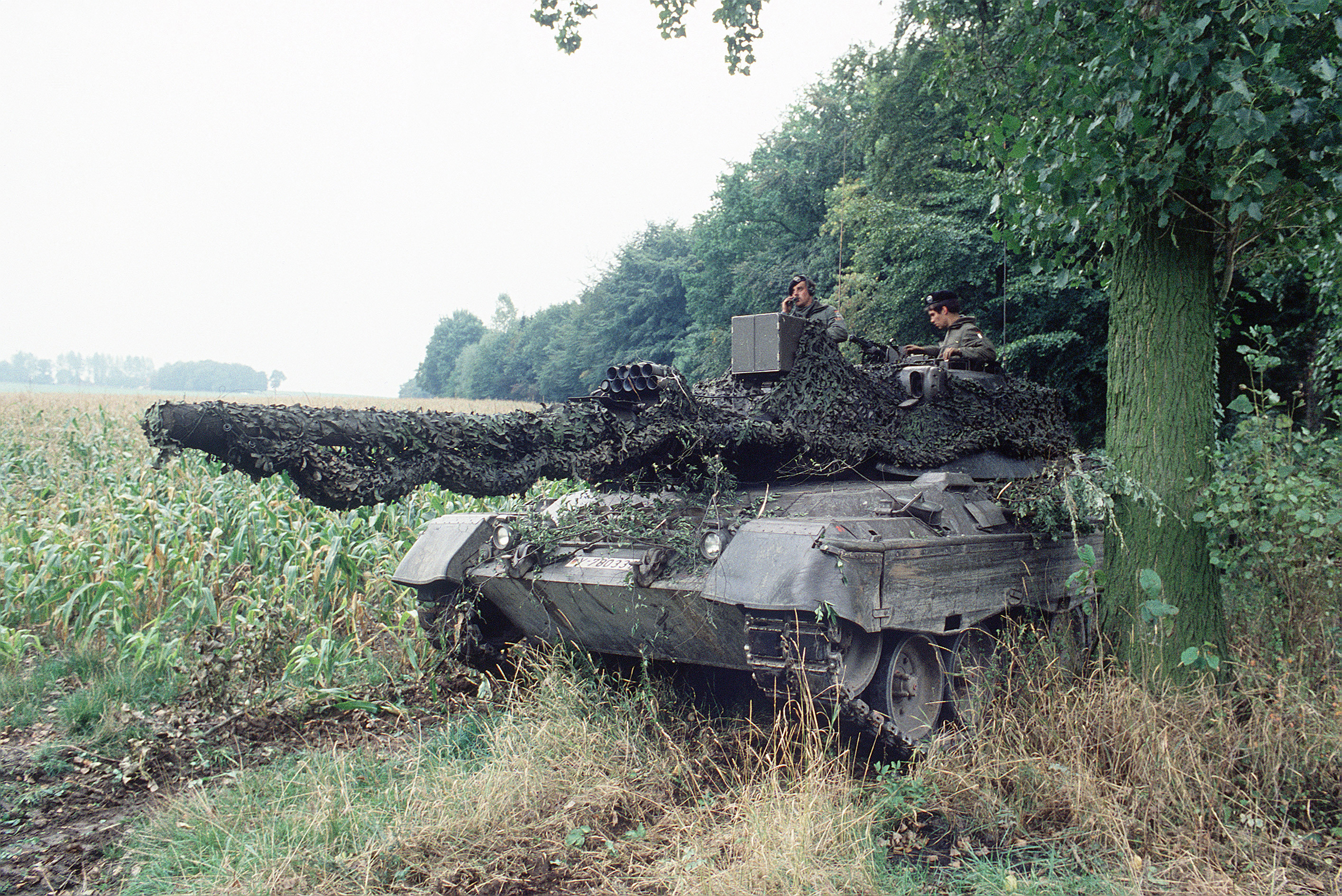
Un Leopard 1 in attesa - REFORGER 1983
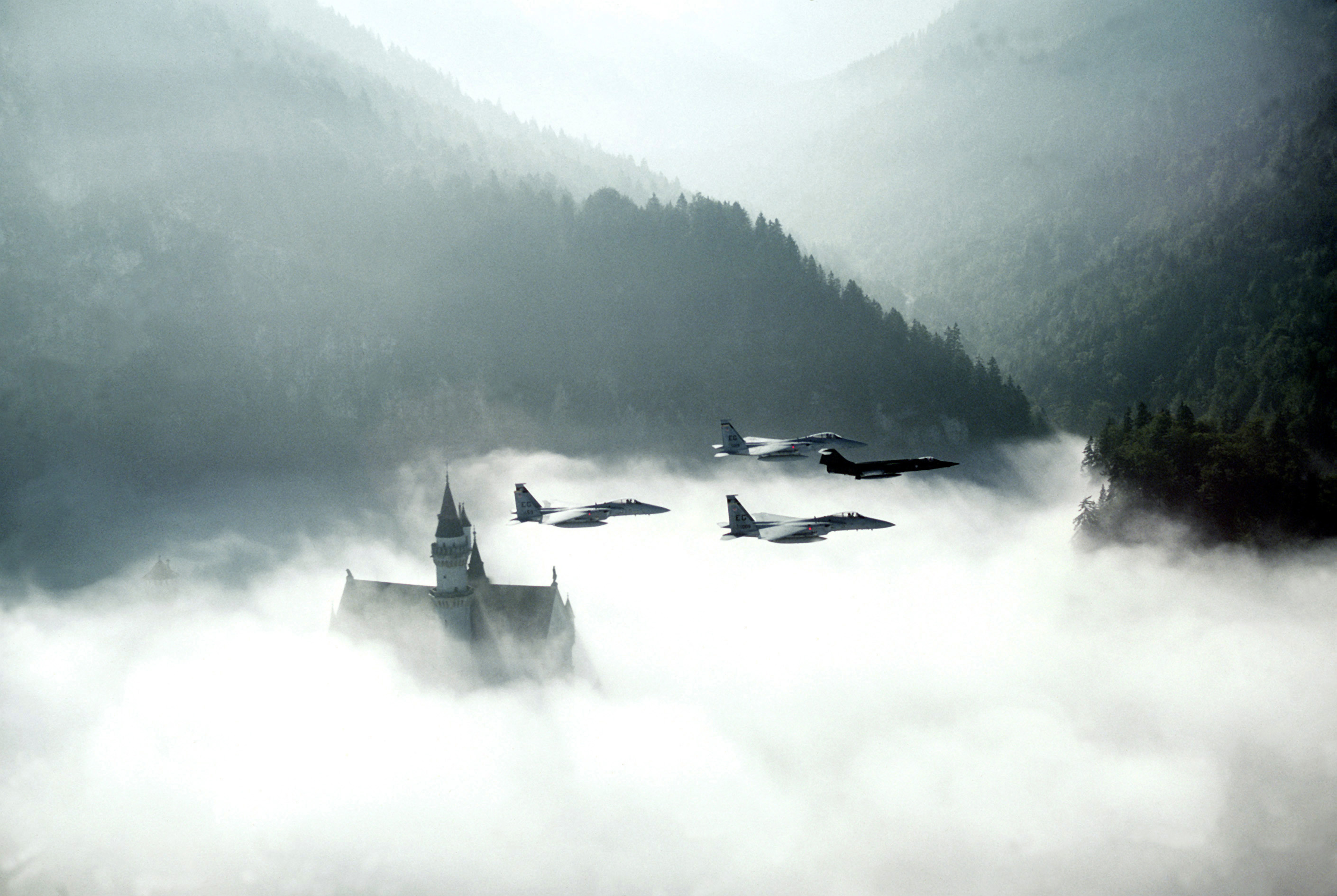
Lockheed F-104 e F-15 sul cielo di Castello di Neuschwanstein - REFORGER 1982
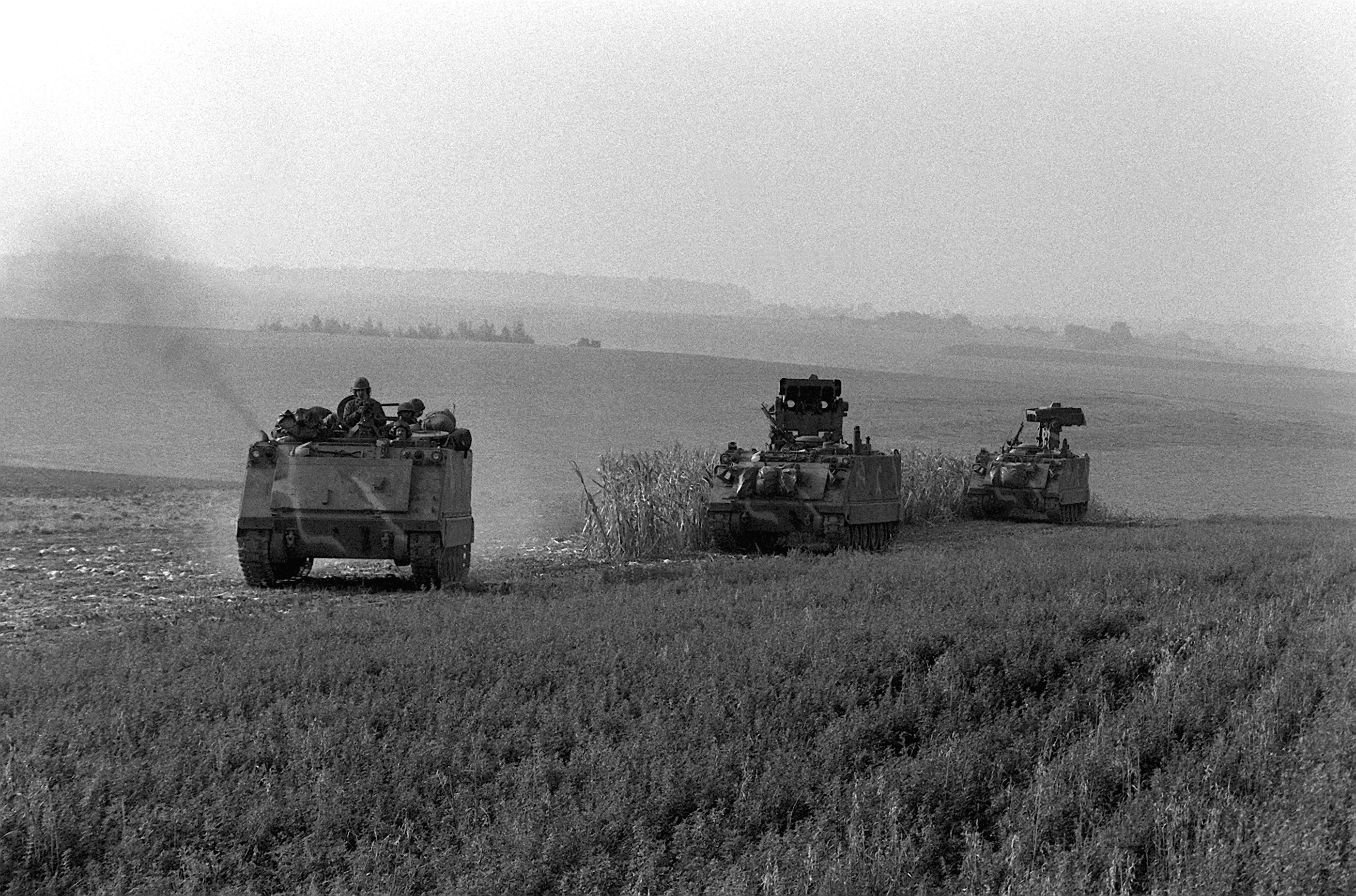
M113, M901TOW e M981 FIST-V - REFORGER 1982
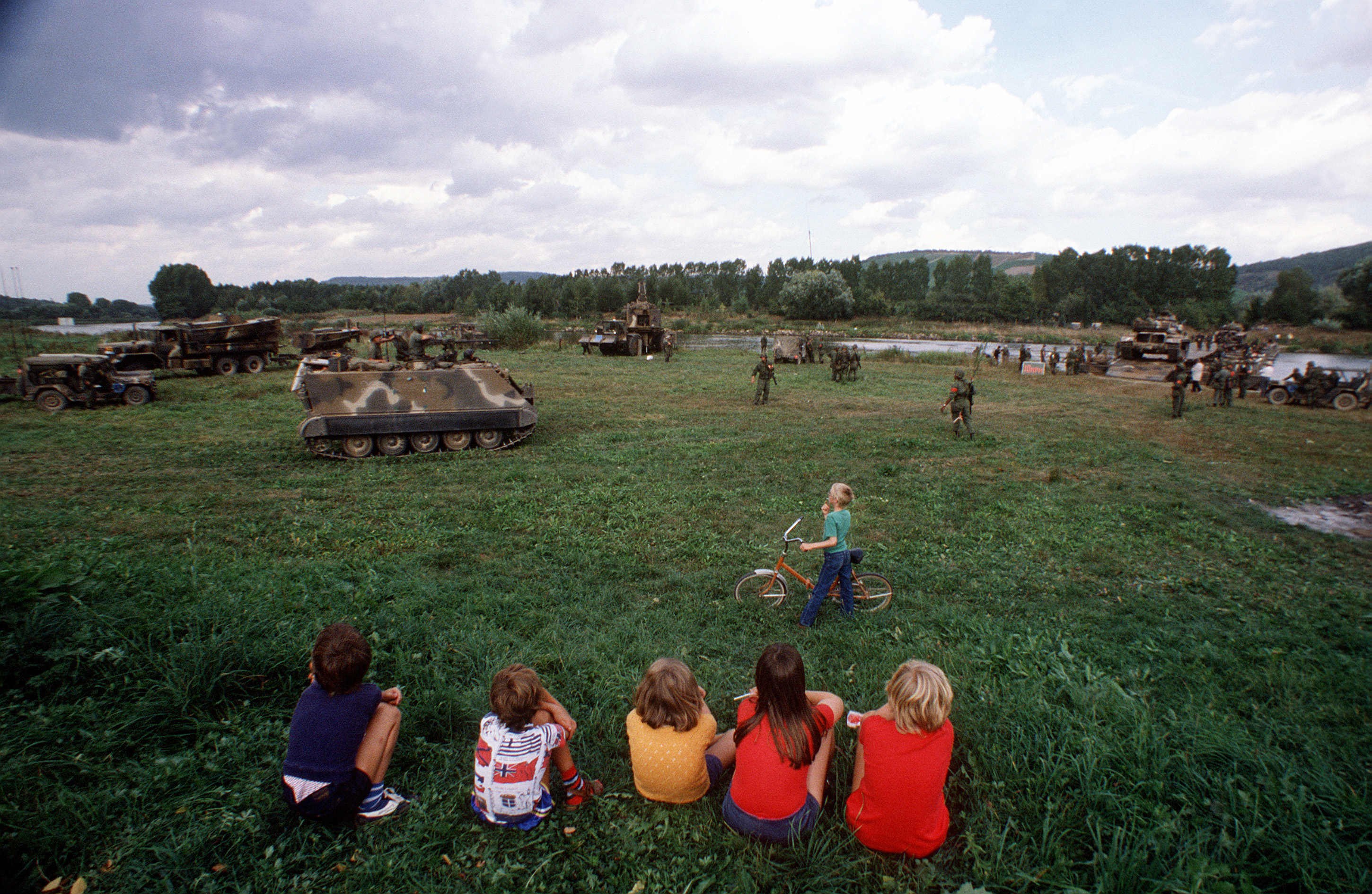
M113, M551 e altri veicoli vicino ad un fiume - REFORGER 1982.
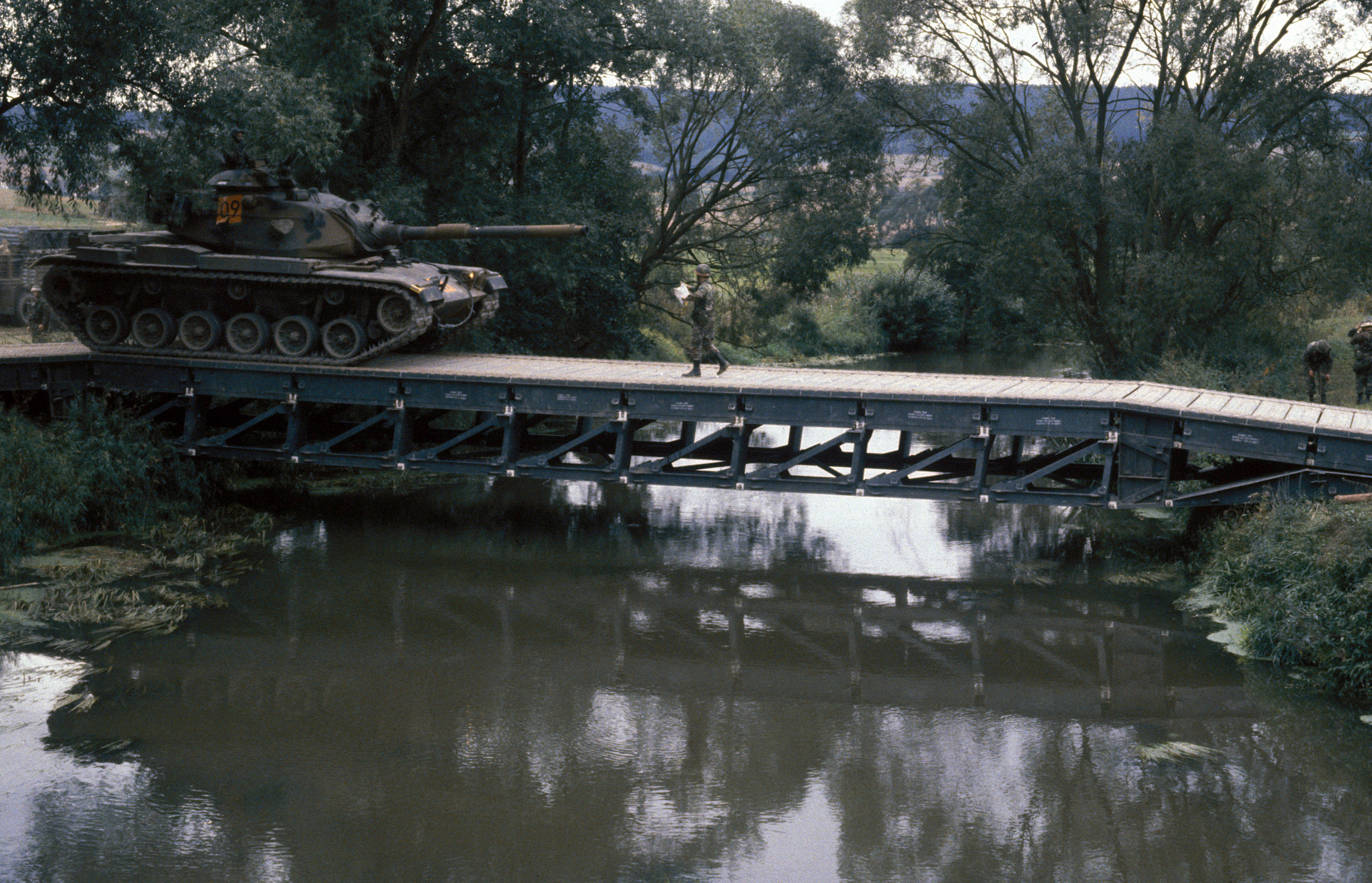
Un M60A3 in attraversamento su un fiume con Medium Girder Bridge (MGB) - REFORGER 1983
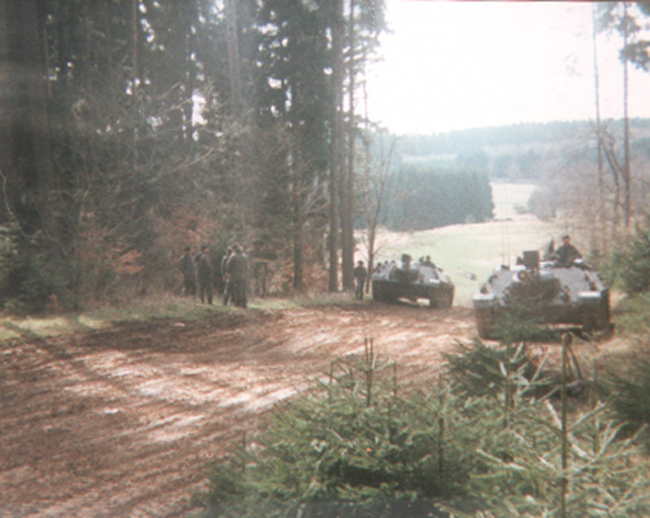
Kanonenjagdpanzer a Wildflecken - REFORGER 1984
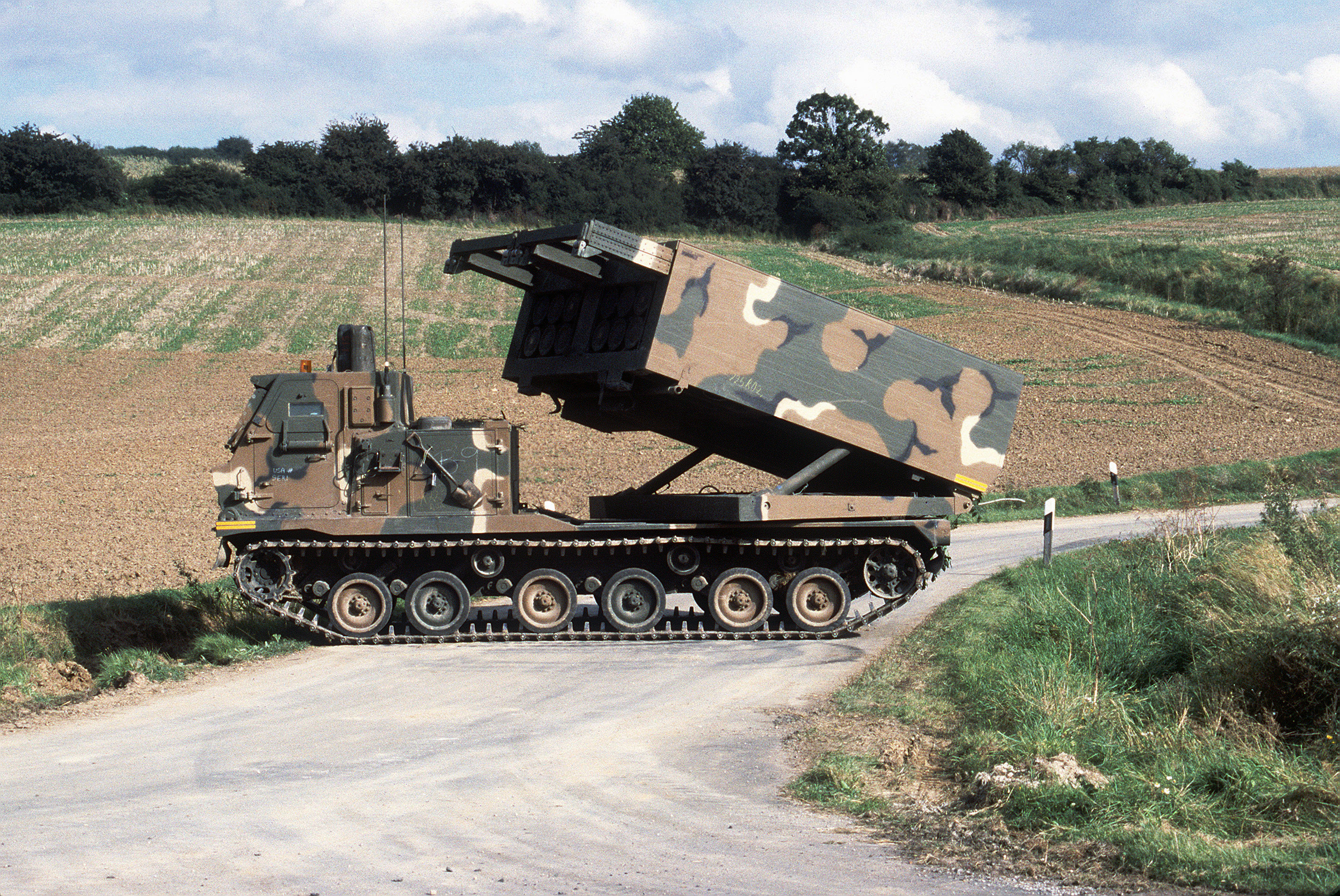
MLRS USA - REFORGER 1984
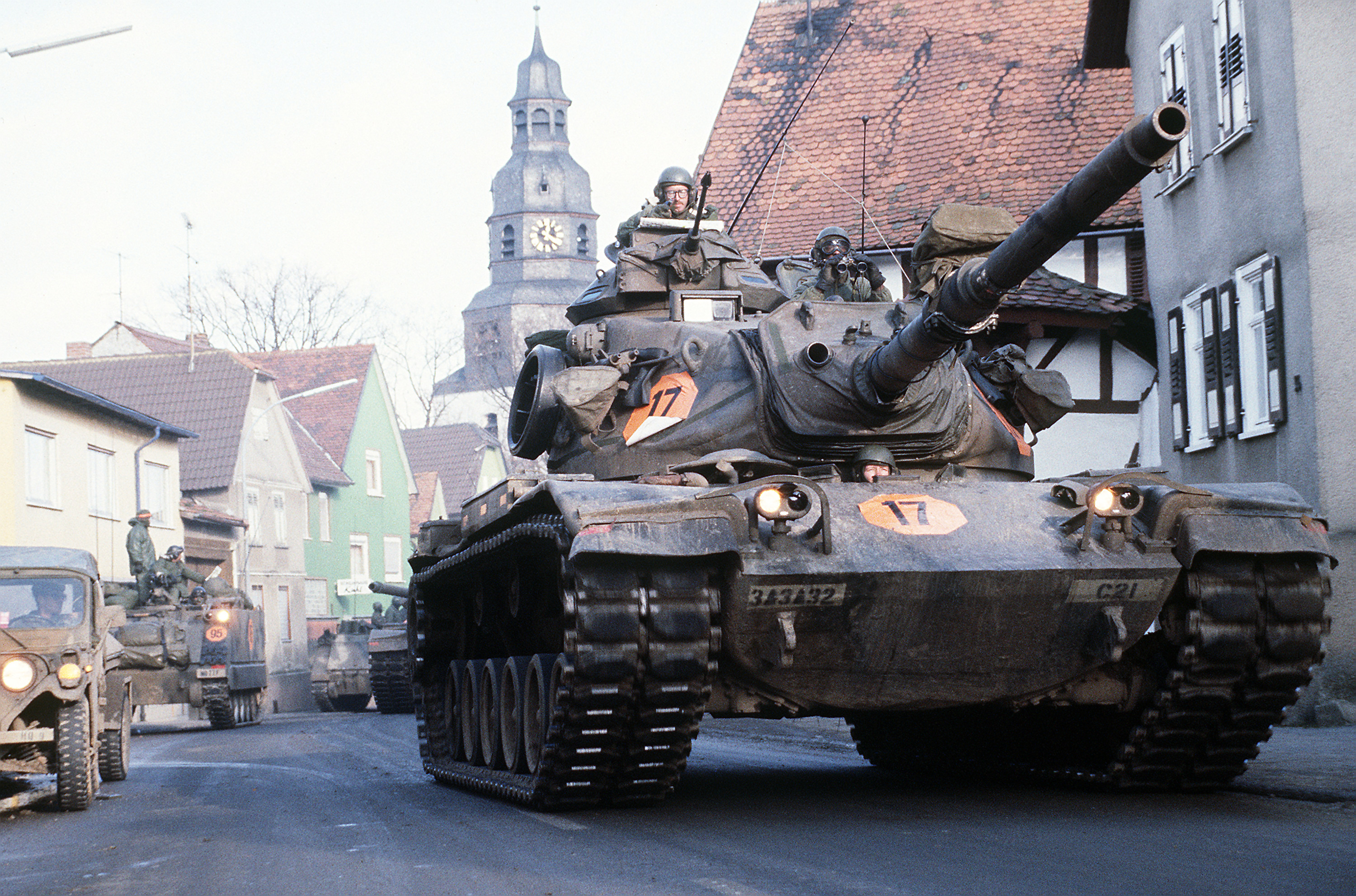
Un M60A3 in attesa a Langgöns - REFORGER 1985
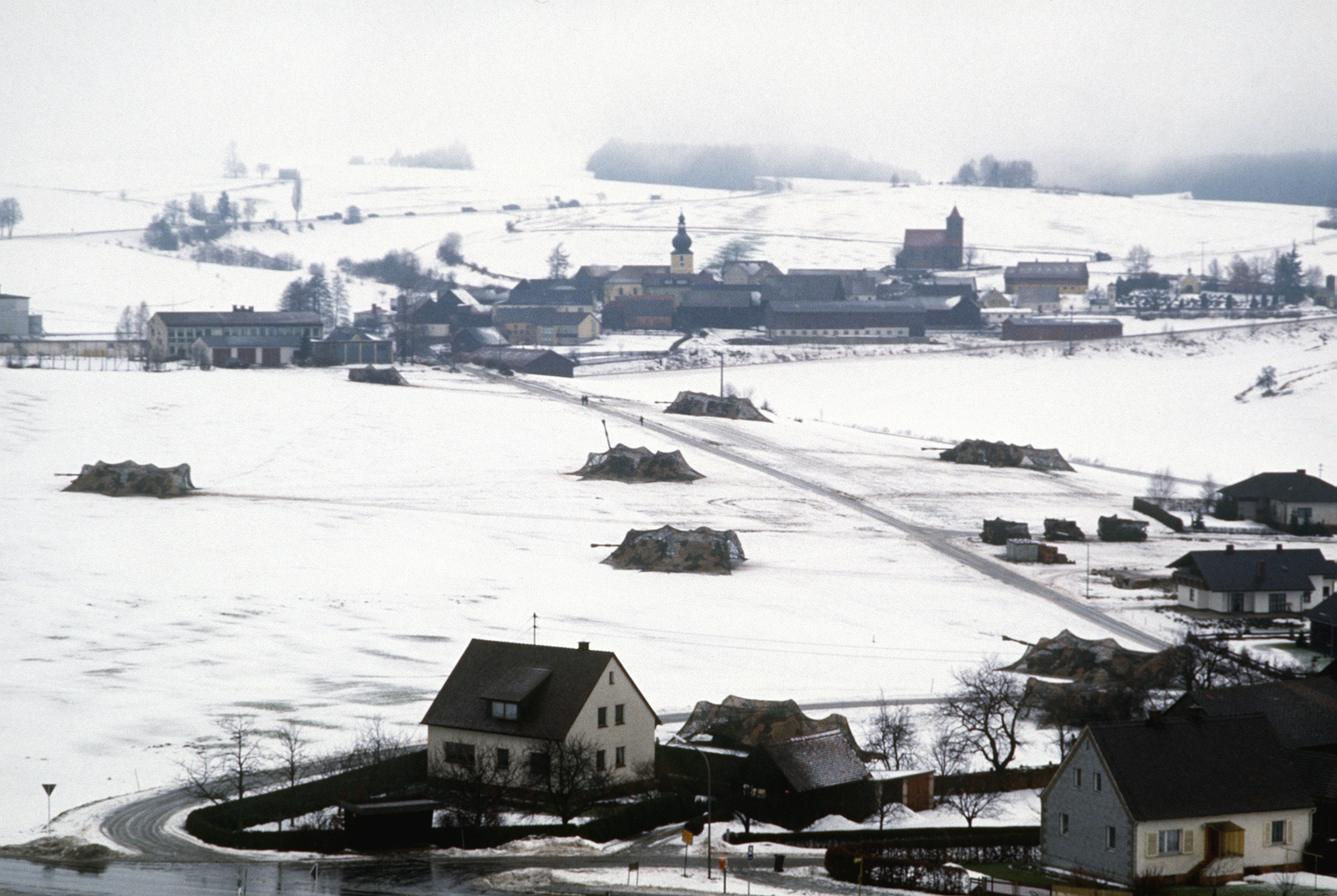
Artiglieria pesante in attesa - REFORGER 1986